# Haitangwan (köpinghuvudort i Kina, Hainan Sheng, lat 18,40, long 109,75)
Haitangwan (kinesiska: 海棠湾镇) är en köpinghuvudort i Kina. Den ligger i provinsen Hainan, i den södra delen av landet, omkring 190 kilometer söder om provinshuvudstaden Haikou. Antalet invånare är 44 618. Befolkningen består av 21 457 kvinnor och 23 161 män. Barn under 15 år utgör 22,0 %, vuxna 15-64 år 71 %, och äldre över 65 år 6,0 %.
Haitangwan är det största samhället i trakten. 
Genomsnittlig årsnederbörd är 2 251 millimeter. Den regnigaste månaden är juli, med i genomsnitt 369 mm nederbörd, och den torraste är januari, med 17 mm nederbörd.